# Carl-Gustaf Nykvist
Sven Carl-Gustaf Nykvist, född 2 maj 1953 i Stockholm, död 30 juni 2023 i Stockholm, svensk filmregissör, fotograf, producent, son till filmfotografen Sven Nykvist.
Carl-Gustaf Nykvist verkade som dekormålare på Dramaten och regiassistent i ett antal film- och TV-produktioner, och skrev/regisserade/producerade också ett antal kort- och dokumentärfilmer. År 1989 långfilmsdebuterade han som regissör med Kvinnorna på taket, följd av Blankt vapen (1990). År 2000 gjorde han porträttfilmen Ljuset håller mig sällskap om sin sjukdomsdrabbade far, filmfotografen Sven Nykvist, med intervjuer av ett stort antal av dennes tidigare medarbetare. Själv arbetade han även som filmfotograf i andras filmer.
Carl-Gustaf Nykvist är begravd på Ingarö kyrkogård.

## Filmografi
- Storyville Story (1977)
- Jag älskar barn – utom pojkar (1978)
- Remdriven (1980)
- Tamara – la donna d'oro (1981)
- Från morgon till kväll (1981)
- Dagbok genom ett sekel (1986)
- Kvinnorna på taket (1989)
- Blankt vapen (1990)
- Ljuset håller mig sällskap (2000)
- Switch OFF (2001)
- Brarsans pojk (2009)
- Låt mig se (2011)